# Vue prise d'une baleinière en marche
Pour plus de détails, voir Fiche technique et Distribution.
 Vue prise d'une baleinière en marche est un court métrage documentaire muet français réalisé en 1897, sortie en 1900, et produit par la Société Lumière.

## Description
Des matelots rament dans une baleinière en direction d'un navire.

## Remarque
Le film est réalisé tout le long en gros plan, ce qui n'était pas fréquent à l'époque.

## Fiche technique
- Titre original : Vue prise d’une baleinière en marche
- Titre en Allemagne: Vue prise d’une baleinière en marche
- Réalisation : Inconnu
- Production : Société Lumière
- Lieu de tournage :Hyères (France)
- Pays d'origine :  France
- Vue no  : 1 241
- Genre : Documentaire
- Format : Court métrage — Muet — Noir et blanc
- Durée : 48 s
- Date de réalisation : 1897
- Dates de sortie :
  - France : 15 décembre 1900 à Lyon

## Sources
- Catalogue Lumière, « Vue prise d’une baleinière en marche » (consulté le 9 février 2024).